# 송도 IBS타워
송도 IBS타워(영어: Songdo IBS Tower)는 대한민국 인천광역시 연수구 송도동에 위치한 비즈니스, 오피스 빌딩으로 지상 35층, 지하 4층, 높이 155m이고 판매동과 업무동으로 구성되어 있으며 2008년에 착공하고 이후 2011년 8월에 완공 및 개장했다. 인천 송도국제도시에 150m가 넘는 마천루를 건설하는데 올라가고 완공했다. 대우건설이 건설한 높은 마천루다. 발주처는 셀트리온이고 범CM 서비스는 Due Deligence다. 이 도시하면 이 건물을 가리킨다.

## 역사
2008년 11월 3일에 송도국제업무단지 C8-2에서 기공식이 개최되었다. 사업비는 2400억원이고 2번째 주요 업무와 상업시설이다. 같은 해에 착공하였고 2011년 8월 완공되어 개장했다. 8월 5일에 사용이 승인되었다. 2015년 12월 대우건설 해외플랜트 프로젝트팀이 사옥을 이전했다. 2020년 11월에는 인천항만공사가 사옥을 이전했다.

## 높이
높이가 155m로 높다. 완공 당시 높은 마천루가 되었다. 2011년 대우건설이 지은 높은 마천루다. 대우건설이 150m 이상의 높은 건물을 건설하였다. 이 건물보다 높은 건물이 있는데 2010년 포스코건설이 건설한 2개동으로 구성된 송도의 프라임급 오피스 빌딩인 포스코 E&C 타워(39층, 185m)이다.

## 특징

### 구조
구조 및 공법은 철골철근콘크리트구조다. 사무실들이 있다. 업무시설 용도가 있고 오피스텔은 제외다. 완공 이후 새로 입주한 기업이 있는데 인천항 관리하는 인천항만공사다. 업무시설 임대는 분할 임대, 층별 임대가 있다. 업무시설과 판매시설은 별동이다. 35층에서 볼 수 있는 건물은 포스코타워-송도(68층, 305m) 등이다. 휴게공간에는 옥상정원이 있다. 지하주차장에 총 1,005대의 주차가 가능하다. 자주식 주차가 가능한 넓은 주차공간으로 설계되었다.

### 엘리베이터
초고속 승강기가 설치되어 있으며 업무시설 15대, 판매시설 3대가 있다. 20인승 최신형 엘리베이터 12대와 비상용 엘리베이터 3대가 있다. 승객용 12대, 비상용 3대의 엘리베이터를 집중배치하여 출퇴근 동선을 개선했다. 승객용은 업무동 12대, 운행층수는 38층, 20인승, 속도는 240m/min이다. 판매동은 2대, 운행층수는 7층, 20인승, 속도는 60m/min이다. 비상용은 업무동 3대, 운행층수는 39층, 17인승, 속도는 150m/min이다. 판매동은 1대, 운행층수는 7층, 17인승, 속도는 60m/min이다.

## 내부 시설
송도 IBS타워에는 대우건설 해외플랜트 프로젝트팀, 인천항만공사를 포함한 기업들이 입주했으며 옥상 정원, 휴게 공간, 상업 시설, 주차장(지하 3층 ~ 지하 1층, 1,005대의 주차 가능), 로비(1층 ~ 2층), 대연회장(3층), 오피스(4층 ~ 35층)로 구성되어 있다. 10층에서 14층 사이인 업무시설은 분할 임대하고 15층에서 35층 사이인 업무시설은 층별 임대했다.
| 층수                | 용도                               |
| ------------------- | ---------------------------------- |
| 31층 ~ 35층         | 인천항만공사                       |
| 9층 ~ 30층          | 업무시설                           |
| 8층                 | 인천 송도 홍보관                   |
| 7층                 | 업무시설                           |
| 6층                 | 지안건강증진센터                   |
| 4층 ~ 5층           | 업무시설                           |
| 4층 ~ 5층           | 업무시설, 판매시설                 |
| 3층                 | 대연회장, 공용시설, 판매시설       |
| 1층 ~ 2층           | 로비(1층, 2층), 공용시설, 판매시설 |
| 지하 3층 ~ 지하 1층 | 지하주차장 등 공동시설             |

## 사건, 사고
- 2016년 5월 11일 드론이 건물에 충돌하여 35층에 부딪히는 사고가 발생하였고 30층에 위치한 유리창 1개가 깨지는 사고가 있었다.[3]

## 갤러리

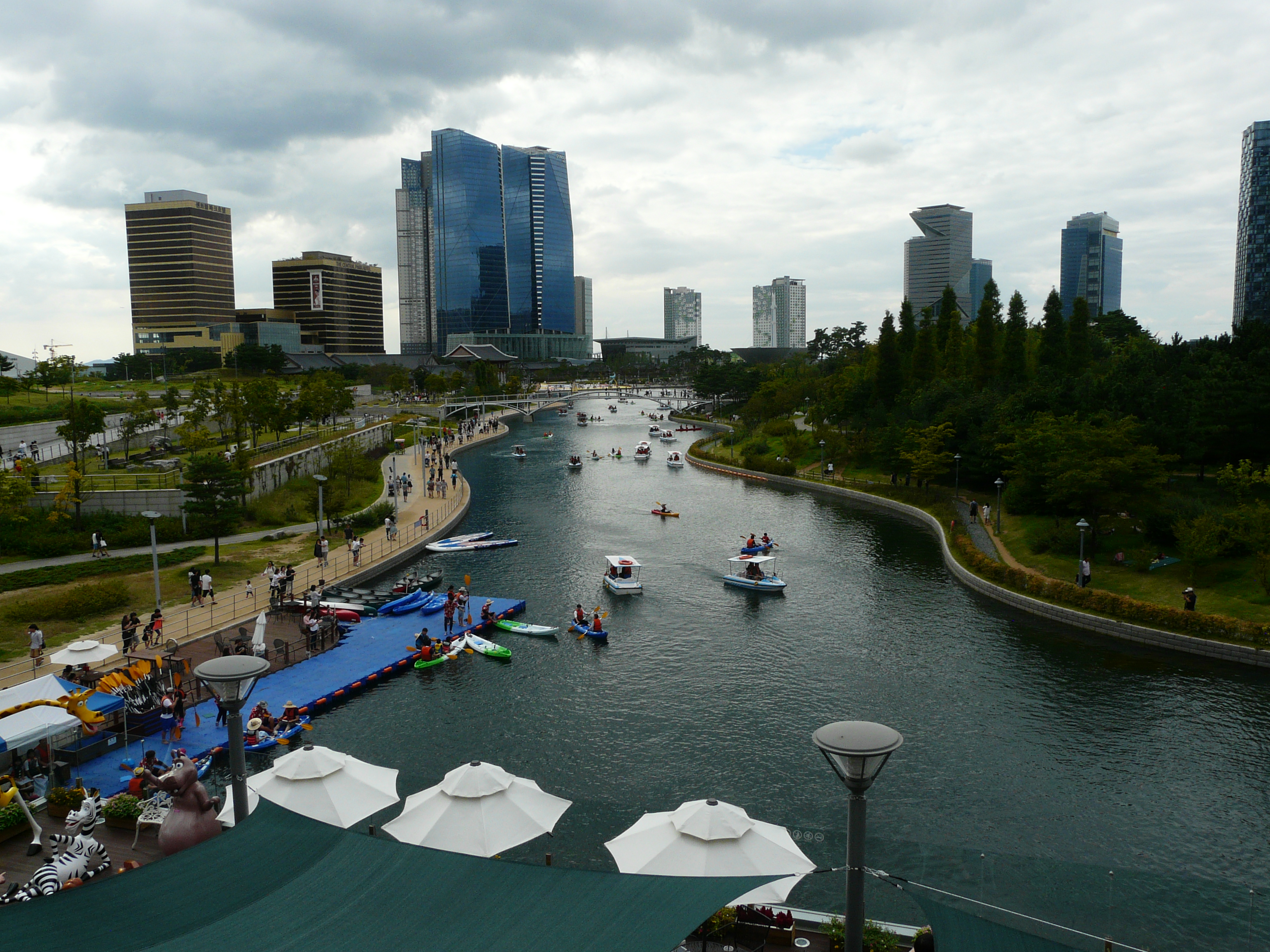

## 대중문화

### 드라마
- MBC TV 돈꽃에 나온다.

## 같이 보기
- 인천광역시의 마천루 목록